# Joseph de Torres Martínez y Bravo
Joseph o José de Torres Martínez y Bravo (Madrid, 1670 - 1738) fou un mestre de capella, editor, compositor i organista espanyol.
A més de posseir un talent superior en la composició religiosa i superar a l'orgue la resta de músics del seu temps, a Madrid fundà la millor tipografia musical coneguda en aquell temps, on publicà, a més de les seves, les obres d'altres compositors, entre les quals: Reglas de acompañamiento (1702); set misses; Ofici de difunts, Asperges, Vidi Aquam; Lira sacra hispana; Introito, tracto, ofertorio i motet de la missa de rèquiem; Parce mihi, la lliçó primera a vuit veus; Tedet animam meam, lliçó segona, a 8 veus.